# Liste des épisodes de Person of Interest
Cet article présente la liste des épisodes de la série télévisée  américaine Person of Interest..

## Panorama des saisons
| Saison | Nombre d’épisodes | Diffusion originale sur CBS | Diffusion originale sur CBS | Diffusion originale sur CBS | Diffusion originale sur CBS | Diffusion originale sur CBS                                                  | Diffusion originale sur CBS |
| Saison | Nombre d’épisodes | Années                      | Jour et heure               | Début de saison             | Fin de saison               | Audience moyenne finale Live + 7 jours (avec les rediffusions ; en millions) | Classement                  |
| ------ | ----------------- | --------------------------- | --------------------------- | --------------------------- | --------------------------- | ---------------------------------------------------------------------------- | --------------------------- |
| 1      | 23                | 2011-2012                   | Jeudi 21 h                  | 22 septembre 2011           | 17 mai 2012                 | 14,34                                                                        | no 13                       |
| 2      | 22                | 2012-2013                   | Jeudi 21 h                  | 27 septembre 2012           | 9 mai 2013                  | 16,07                                                                        | no 5                        |
| 3      | 23                | 2013-2014                   | Mardi 22 h                  | 24 septembre 2013           | 13 mai 2014                 | 14,05                                                                        | no 8                        |
| 4      | 22                | 2014-2015                   | Mardi 22 h                  | 23 septembre 2014           | 5 mai 2015                  | 12,22                                                                        | no 21                       |
| 5      | 13                | 2016                        | Lundi 22 h et Mardi 22 h    | 3 mai 2016                  | 21 juin 2016                | inconnus                                                                     | inconnus                    |

## Liste des épisodes

### Première saison (2011-2012)
Le 9 février 2011, un pilote de la série a été commandé par la chaîne américaine CBS.
Le 13 mai 2011, CBS a officiellement annoncé la commande de la série. Initialement prévue pour treize épisodes, le 27 octobre 2011, CBS a commandé dix épisodes supplémentaires formant ainsi une saison complète de vingt-trois épisodes. Elle a été diffusée les jeudis à 21 h, du 22 septembre 2011 au 17 mai 2012 sur CBS, aux États-Unis.
1. La Machine (Pilot)
2. Besoin de personne (Ghosts)
3. Braquages (Mission Creep)
4. Soulager la souffrance (Cura te Ipsum)
5. Le Dernier Jugement (Judgement[19],[20])
6. La Négociatrice (The Fix)
7. Protection de témoin (Witness)
8. Passage à l’ouest (Foe)
9. Il faut sauver Carter (Get Carter)
10. Quarté perdant (Number Crunch)
11. Fenêtre sur cour (Super)
12. Pour sa défense (Legacy)
13. Le Bouc émissaire (Root Cause)
14. L’Art de la guerre (Wolf and Cub)
15. Vu de l’intérieur (Blue Code)
16. Gestion des risques (Risk)
17. Deux Hommes et un couffin (Baby Blue)
18. Crise d’identité (Identity Crisis)
19. Les Cinq Familles (Flesh and Blood)
20. Dans le dos (Matsya Nyaya)
21. Coups de trop (Many Happy Returns)
22. L’Espion espionné (No Good Deed)
23. À la racine (Firewall)

### Deuxième saison (2012-2013)
Le 14 mars 2012, CBS a renouvelé la série pour une deuxième saison de vingt-deux épisodes. Elle a été diffusée les jeudis à 21 h, du 27 septembre 2012 au 9 mai 2013 sur CBS, aux États-Unis.
1. Libérée du mal (The Contingency)
2. Fin de la traque (Bad Code)
3. La Fille du consul (Masquerade)
4. Un numéro de trop (Triggerman)
5. Le Scoop (Bury the Lede)
6. Le Droit chemin (High Road)
7. État critique (Critical)
8. Gages d'amour (Til Death)
9. Mauvais Endroit, mauvais moment (C.O.D.)
10. Justice pour tous (Shadow Box)
11. Le Prodige (2πR)
12. Costume sur mesure (Prisoner's Dilemma)
13. Réunions d'anciens (Dead Reckoning)
14. Pour quelques milliards (One Percent)
15. Room Service (Booked Solid)
16. Seule contre tous (Relevance)
17. Le Caméléon (Proteus)
18. Les Cartes en main (All In)
19. Confiance aveugle (Trojan Horse)
20. 24 h à vivre (In Extremis)
21. Et tout recommence (Zero Day)
22. Enfin libre (God Mode)

### Troisième saison (2013-2014)
Le 27 mars 2013, la série a été renouvelée pour une troisième saison de vingt-trois épisodes. Elle a été diffusée les mardis à 22 h, du 24 septembre 2013 au 13 mai 2014 sur CBS, aux États-Unis.
1. Trio de choc (Liberty)
2. Rien à cacher (Nothing to Hide)
3. Une revanche à prendre (Lady Killer)
4. À la vie, à la mort (Reasonable Doubt)
5. Sur écoute (Razgovor (Разговор))
6. À la croisée des destins (Mors Praematura)
7. L'Enchère de trop (The Perfect Mark)
8. L'Assaut final (Endgame)
9. La Traversée de New York (The Crossing)
10. Le Syndrome du survivant (The Devil's Share)
11. Mémoire morte (Lethe)
12. Samaritain (Aletheia)
13. Trafic à haute altitude (4C)
14. L'Art du vol (Provenance)
15. Dernier Appel (Last Call)
16. Avant Reese (RAM)
17. Le Complot (/ ou Root Path)
18. Diplomatie (Allegiance)
19. Une soirée inoubliable (Most Likely To…)
20. Le Dilemme (Death Benefit)
21. À la poursuite de Finch (Beta)
22. Le Blackout (A House Divided)
23. Une page se tourne (Deus Ex Machina)

### Quatrième saison (2014-2015)
Le 13 mars 2014, la série a été renouvelée pour une quatrième saison de vingt-deux épisodes. Elle a été diffusée du 23 septembre 2014 au 5 mai 2015, les mardis à 22 heures, sur CBS, aux États-Unis.
1. Une vie normale (Panopticon)
2. Le Maître du jeu (Nautilus)
3. Leçon de séduction (Wingman)
4. Liens fraternels (Brotherhood)
5. Les Prophètes (Prophets)
6. Les Imposteurs (Pretenders)
7. L'Honneur des voleurs (Honor Among Thieves)
8. L'Académie du crime (Point of Origin)
9. Le Moindre mal (The Devil You Know)
10. Rencontre au sommet (The Cold War)
11. Un coup d'avance (If-Then-Else)
12. Contrôle, Alt, Suppr (Control-Alt-Delete)
13. Jeu d'illusions (M.I.A.)
14. Procès sous tension (Guilty)
15. Chacun son combat (Q&A)
16. Diamant brut (Blunt)
17. Vengeance thérapeutique (Karma)
18. Un cheval de Troie (Skip)
19. Recherche machine (Search and Destroy)
20. Ultimes confidences (Terra Incognita)
21. Le Complexe du sauveur (Asylum)
22. En cours d'extinction (YHWH)

### Cinquième saison (2016)
Le 11 mai 2015, la série a été renouvelée pour une cinquième saison de treize épisodes, en raison d'audiences déclinantes. Elle est annoncée comme la dernière de la série et a été diffusée tous les lundis et mardis à 22 h entre le mardi 3 mai 2016 et le mardi 21 juin 2016 sur CBS, aux États-Unis.
1. Réanimation (B.S.O.D.)
2. Erreur de jugement (SNAFU)
3. Fantôme du passé (Truth Be Told)
4. Sous contrôle (6,741)
5. Détectirs (ShotSeeker)
6. Une union parfaite (A More Perfect Union)
7. Code radio (QSO)
8. Le Virus (Reassortment)
9. Une voix familière (Sotto Voce)
10. Pour Finch (The Day the World Went Away)
11. Mission capitale (Synecdoche)
12. .Exe (Belgique) ou Un autre destin (Suisse et France) (.exe)
13. Retour à 0 (Belgique) ou Une vie à la fois (Suisse et France) (Return 0)